# Łysienie całkowite
Łysienie całkowite (łac. alopecia totalis) – rzadka choroba skórna o nieustalonej jak dotąd etiopatogenezie. Przypuszczenia dotyczące przyczyn zakładają możliwość zaliczenia go do chorób autoimmunologicznych. Łysienie całkowite charakteryzuje się występowaniem zaburzeń w ilości owłosienia. Dotyczy około 1% zgłaszających się do lekarza pacjentów.

## Rodzaje
Ze względu na objawy oraz czas pojawienia się choroby wyróżnia się następujące rodzaje łysienia całkowitego.

### Wrodzony całkowity brak owłosienia
Charakteryzuje się przyjściem na świat dzieci całkowicie pozbawionych włosów. Brak owłosienia dotyczy całej powierzchni ciała. Choroba może przybrać charakter przejściowy, taka sytuacja nie jest jednak regułą. Często choroba ta dotyka wyłącznie jednej osoby z rodziny. Zdarzają się przypadki, kiedy na wrodzony całkowity brak owłosienia cierpią również inni członkowie, zawsze jednak  są oni tej samej płci. W takim wypadku mowa jest o postaci recesywnej.

### Dominujący brak owłosienia
Postać choroby przekazywana pokoleniowo, tj. z rodziców na dzieci. Może występować pod postacią ogólną (obejmuje swoim zasięgiem całą powierzchnię ciała chorego) lub ograniczyć się wyłącznie do skóry głowy. W przypadku postaci ogólnej włosy mogą zacząć wypadać stopniowo w wieku od 1 do 3 lat. Całkowite wyłysienie następuje w okresie dojrzewania, do 20 roku życia.
Zmiany towarzyszące dominującemu brakowi owłosienia to:
- zmiany w obrębie mieszków włosowych,
- niedostateczny rozwój gruczołów łojowych,
- kruchość i łamliwość paznokci.

### Wrodzony częściowy brak owłosienia
Występuje w dwóch postaciach: rozlanej oraz ograniczonej.
W przypadku formy rozlanej choroba obejmuje rozległe części skóry. W tej postaci stan chorobowy może mieć związek z zaburzeniami w rozwoju płciowym lub z innymi zaburzeniami rozwojowymi.
W przypadku formy ograniczonej choroba dotyczy skóry owłosionej głowy. U kobiet może ona dodatkowo obejmować obszar pach bądź wzgórka łonowego. Wówczas bywa łączona z innymi patologicznymi objawami, m.in. z zaburzeniami miesiączkowania. Inną formą schorzenia jest wrodzony brak owłosienia plamisty charakteryzujący się występowaniem plam na skórze pozbawionej owłosienia. W takim przypadku obraz kliniczny choroby jest zbliżony do skutków łysienia plackowatego.

### Wrodzone słabe owłosienie
Postać charakteryzująca się trwałym przerzedzeniem włosów na danym obszarze skóry. Wyróżnione zostały dwie postacie choroby: słabe owłosienie zwykłe oraz słabe owłosienie skojarzone z zaburzeniami rozwojowymi ektodermy. Słabe owłosienie zwykłe może mieć charakter miejscowy bądź ogólny. W postaci ogólnej najbardziej widoczne zmiany dotyczą skóry głowy. Postać zwykła obejmować może również owłosienie pach i wzgórka łonowego. Wówczas rozwój włosa następuje ze znacznym opóźnieniem, a same włosy są wyraźnie przerzedzone. Wrodzone słabe owłosienie bywa kojarzone z innego rodzaju zaburzeniami rozwojowymi. 

## Leczenie
Z uwagi na nie do końca określone czynniki chorobotwórcze jak do tej pory nie zostały opracowane środki, których regularne stosowanie przynosiłoby całkowite rezultaty w wyleczeniu. Zalecane jest jednak stosowanie metotreksatu i kortykosteroidów.

## Klasyfikacja ICD10
| kod ICD10     | nazwa choroby            |
| ------------- | ------------------------ |
| ICD-10: L63.0 | Łysienie głowy całkowite |
| ICD-10: L63.1 | Łysienie uogólnione      |